# Płatnik
Płatnik – osoba fizyczna lub prawna, która jest posiadaczem rachunku płatniczego i zezwala na wykonanie zlecenia płatniczego z tego rachunku płatniczego lub w przypadku gdy nie występuje rachunek płatniczy – osoba fizyczna lub prawna, która składa zlecenie płatnicze.